# (20002) Tillysmith
(20002) Tillysmith – planetoida z pasa głównego asteroid okrążająca Słońce w ciągu 5 lat i 259 dni w średniej odległości 3,19 j.a. Została odkryta 10 marca 1991 roku w Siding Spring Observatory przez Roberta McNaughta. Planetoida została nazwana imieniem Tilly Smith (ur. 1994), która alarmowała plażowiczów na wyspie Phuket przed tsunami 26 grudnia 2004.